# Марґеріт Клейтон
Марґеріт Кле́йтон (англ. Marguerite Clayton, 12 квітня 1891 — 20 грудня 1968) — американська акторка німого кіно. З 1909 по 1928 рік знялася в 179 фільмах, в тому числі в ряді вестернів з Бранчо Біллі Андерсоном і Гаррі Кері.

## Життєпис
Народилася в Огдені, штат Юта, загинула в Лос-Анджелесі, Каліфорнія в результаті дорожньо-транспортної пригоди. Похована разом з чоловіком на Арлінгтонському національному кладовищі.

## Вибрана фільмографія
- 1915 — Його одужання / His Regeneration
- 1919 — Місяць-молодик / The New Moon